# 2001
Il 2001 (MMI in numeri romani) è un anno  del XXI secolo.
È stato il primo anno del XXI secolo e del III millennio dell'Era cristiana.

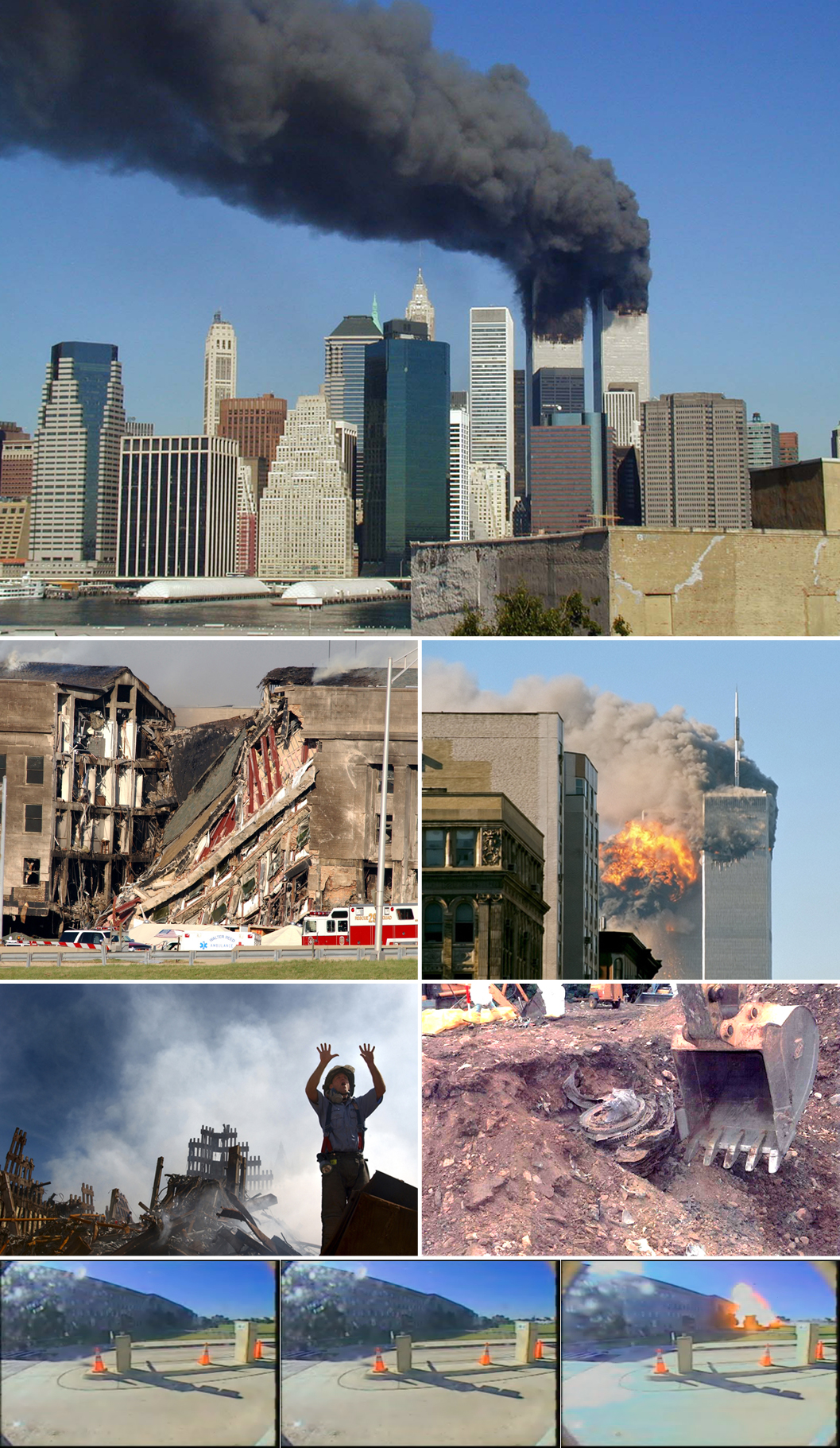
Gli attentati dell'11 settembre 2001, uno degli eventi più significativi del XXI secolo

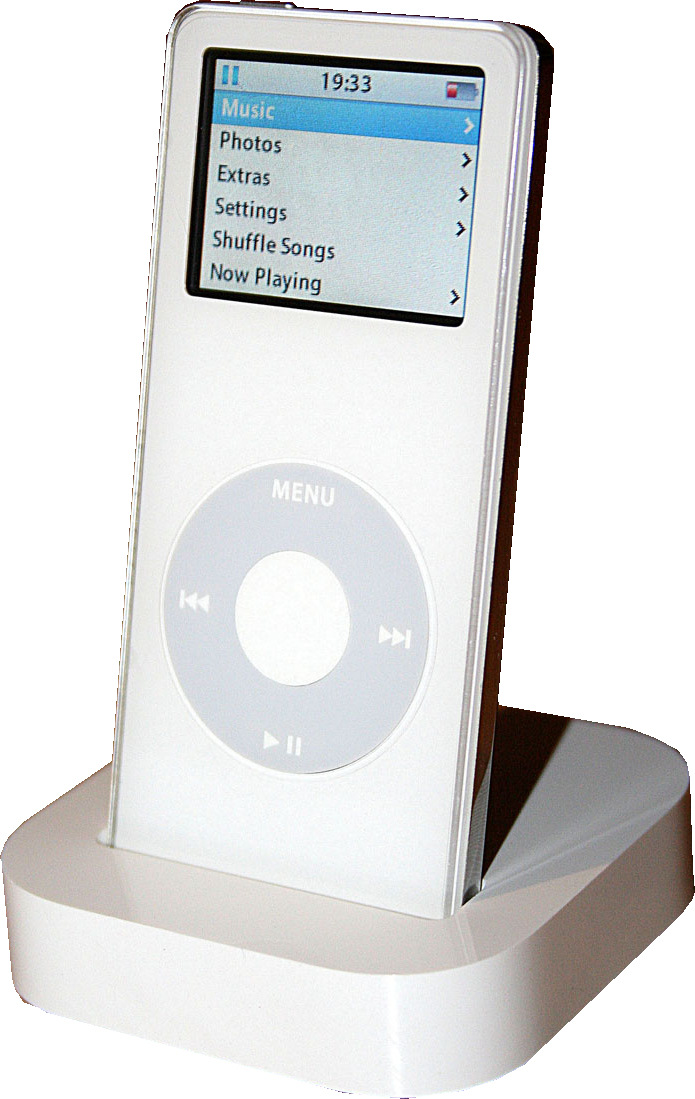
IPod

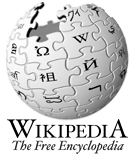
Logo di Wikipedia

## Eventi
- Anno internazionale del volontariato

### Gennaio
- 1º gennaio – iniziano XXI secolo e III millennio.
- 2 gennaio – tutta la parte settentrionale dell'India resta senza elettricità a causa di un guasto ad un'importante centrale del Paese.
- 6 gennaio
  - Città del Vaticano: Papa Giovanni Paolo II chiude i battenti della Porta Santa della Basilica di San Pietro e celebra la messa per la fine dell'Anno giubilare.
  - Stati Uniti: la Corte Suprema statunitense dichiara George W. Bush vincitore delle elezioni presidenziali 2000.
  - Thailandia: vince le elezioni politiche il partito Thai Rak Thai di Thaksin Shinawatra, magnate delle telecomunicazioni.
- 12 gennaio – Stati Uniti: Peter Kim del Massachusetts Institute of Technology annuncia di aver messo a punto una molecola (5-Helix) che impedisce la fusione tra la membrana del virus HIV e le cellule del sistema immunitario umano.
- 15 gennaio – viene messa on-line Wikipedia, l'enciclopedia libera.
- 16 gennaio
  - Repubblica Democratica del Congo: il presidente Laurent-Désiré Kabila è ferito a morte da una guardia del corpo a Kinshasa. Il 18 Joseph Kabila, 31 anni, figlio del defunto presidente, assume il potere.
  - Il prodotto interno dell'UE sorpassa quello USA: nel terzo trimestre del 2000 il PIL UE è cresciuto infatti dello 0,7% rispetto al trimestre precedente, superiore a quello registrato dagli Usa, fermo allo 0,5%.
- 20 gennaio
  - Stati Uniti: George W. Bush presta giuramento come 43º presidente degli Stati Uniti d'America.
  - Filippine: il presidente Joseph Estrada, accusato di corruzione, si dimette e lascia il palazzo presidenziale. La vicepresidente Gloria Arroyo giura come nuovo presidente.
- 21 gennaio – Jutta Kleinschmidt (D) è la prima donna a vincere il rally Parigi-Dakar.
- 23 gennaio – Gran Bretagna: la Camera dei Lord autorizza la clonazione di embrioni umani a fini terapeutici.
- 26 gennaio
  - Venezuela: un DC-3 vecchio di 50 anni si schianta presso Ciudad Bolívar, uccidendo 24 persone.
  - India: un terremoto di grado 7,9 Richter colpisce lo Stato del Gujarat. Secondo una stima i morti sono 100.000.
- 31 gennaio – Scozia: un tribunale condanna all'ergastolo il libico Abdel Baset al-Megrahi riconosciuto colpevole della strage a Lockerbie del Volo Pan Am 103 (21 dicembre 1988) in cui morirono 270 persone.

### Febbraio
- 6 febbraio – Israele: il partito Likud vince le elezioni; Ariel Sharon viene eletto primo ministro. Il premier uscente, Ehud Barak, annuncia le sue dimissioni da leader del partito laburista.
- 8 febbraio – Bonn: la procura chiude l'inchiesta per sospetta malversazione nei confronti di Helmut Kohl, in cambio del pagamento di una multa di 300.000 marchi.
- 11 febbraio – Stati Uniti: si scopre che il patrimonio genetico dell'uomo è compreso tra i 26 e i 40.000 geni, molto al di sotto dei 100-150.000 ipotizzati.
- 12 febbraio – Stati Uniti: una sentenza stabilisce che Napster, un software che permette lo scambio gratuito di musica via Internet, dovrà interrompere l'attività.
- 22 febbraio - Il Tribunale penale internazionale per l'ex-Jugoslavia, per la prima volta, riconosce lo stupro di guerra come crimine contro l'umanità
- 25 febbraio
  - La Grecia entra a far parte dell'area della moneta unica europea, costituita da 12 paesi.
  - Messico: il subcomandante Marcos, capo della guerriglia zapatista, intraprende una lunga marcia nel paese per i diritti degli indios. La marcia si conclude l'11 marzo a Città del Messico.
- 26 febbraio – Nizza: i 15 stati dell'Unione europea firmano il Trattato di Nizza.
- 27 febbraio
  - Il cristallo di magnetite trovato su un meteorite proveniente da Marte è considerato la traccia della forma di vita più antica mai registrata.
  - Afghanistan: il regime dei talebani ordina la distruzione delle due antiche statue del Buddha di Bamiyan.

### Marzo
- 1º marzo – Afghanistan: a Kabul, il ministro della cultura dei Talebani, Qadrathullah Jamal, annuncia che è cominciata la demolizione di tutte le statue preislamiche dell'Afghanistan, compresi i Buddha giganti della provincia centrale di Bamiyan.
- 16 marzo – Il Senegal firma un accordo per il cessate il fuoco con il separatisti della Casamance, dopo un conflitto vecchio di tredici anni.
- 17 marzo – Napoli: si chiude il Global Forum dell'OCSE che approva un documento contenente 17 raccomandazioni. Violenti scontri tra forze di polizia e manifestanti.
- 21 marzo – Kenya: un gruppo di antropologi scopre, vicino al lago Turkana, un ominide vissuto 3,5 milioni di anni fa.
- 22 marzo – Stati Uniti: esce nelle sale Final Fantasy, primo film con soli attori virtuali.
- 23 marzo – la stazione spaziale Mir, in orbita dal 1986, viene fatta disintegrare nell'atmosfera al di sopra dell'Oceano Pacifico.
- 25 marzo – Europa: gli Accordi di Schengen entrano in vigore anche per la Danimarca, la Finlandia e la Svezia, nonché Islanda e Norvegia (che non fanno parte dell'UE).
- 28 marzo – gli Stati Uniti annunciano che non intendono ratificare il Protocollo di Kyōto.

### Aprile
- 1º aprile
  - Belgrado: un commando speciale della polizia entra nella villa dell'ex presidente Slobodan Milosevic e lo arresta per reati contro le leggi serbe.
  - Un quadrimotore Usa EP-3, con 24 persone a bordo, entra in collisione con un caccia intercettore cinese, che precipita mentre il ricognitore americano è costretto ad un atterraggio d'emergenza sull'isola di Hainan. Dopo un duro confronto tra Cina e USA, il 14 aprile sono rilasciati tutti i membri dell'equipaggio mentre l'aereo, smontato pezzo per pezzo, torna negli USA il 4 luglio.
  - I Paesi Bassi diventano il primo paese al mondo a legalizzare il matrimonio fra persone dello stesso sesso. Nella capitale Amsterdam si celebrano i matrimoni di tre coppie di uomini ed una di donne.
- 10 aprile – Paesi Bassi: il Senato approva la legge che legalizza l'eutanasia. I Paesi Bassi sono il primo paese al mondo a permettere l'eutanasia ed il suicidio assistito, sia pure subordinati ad una serie di condizioni.
- 11 aprile – Sudafrica: 47 tifosi muoiono schiacciati dalla folla in un derby allo stadio di Ellis Park a Johannesburg.
- 18 aprile – Algeria: in Cabilia uno studente liceale berbero, Massinissa Guermah, viene arbitrariamente arrestato dai gendarmi e muore in caserma per una raffica di kalashnikov. Nei giorni successivi le proteste per la sua morte daranno luogo a forti proteste represse nel sangue ("Primavera Nera", con 123 morti).
- 19 aprile – Sudafrica: le aziende farmaceutiche che avevano trascinato il governo sudafricano in tribunale per tutelare l'inviolabilità dei loro brevetti ritirano la loro denuncia.
- 20 aprile
  - Canada: si svolge a Québec il vertice delle Americhe. Obiettivo la creazione (entro il 2005) di un'area di libero scambio denominata FTAA (Free trade american area).
- 25 aprile – Filippine: la polizia arresta l'ex presidente della repubblica Joseph Estrada, accusato di "rapina economica dello Stato".
- 27 aprile – Algeria: in Cabilia, manifestanti berberi che chiedono giustizia e democrazia, si scontrano con i gendarmi, che rispondono sparando. Gli scontri proseguono anche il 28 aprile. Negli incidenti muoiono 17 manifestanti.
- 28 aprile – lanciata la navicella spaziale russa Sojuz TM-32 a bordo della quale c'è il primo turista spaziale della storia, il miliardario Dennis Tito.
- 29 aprile – un gruppo di ricercatori internazionali, guidato da Paolo de Bernardis e Andrew Lange del California Institute of Technology presenta la scoperta del "suono" del Big Bang.

### Maggio
- 3 maggio – all'ONU, per la prima volta dal 1947, gli USA vengono esclusi dalla Commissione delle Nazioni Unite per i diritti umani.
- 6 maggio – Damasco: Papa Giovanni Paolo II, in visita in Siria, entra e si ferma in preghiera nella moschea omayyade. È il primo pontefice nella storia a varcare la soglia di un luogo di culto musulmano.
- 9 maggio – studiosi italiani scoprono in meteoriti batteri che riacquistano mobilità e si riproducono: prova che la vita terrestre potrebbe venire dallo spazio.
- 12 maggio
  - L'Estonia vince l'Eurovision Song Contest, ospitato a Copenaghen, Danimarca.
  - A Gibuti, il governo e il Frud armato firmano un accordo di pace che mette fine alle ostilità che duravano da dieci anni.
- 13 maggio
  - Italia: elezioni politiche e amministrative. Vince la Casa delle Libertà.
  - Vittoria del Partito Nazionalista Basco nelle elezioni per il Parlamento regionale.
- 15 maggio – Polonia: a Varsavia, comincia il processo contro l'ex presidente della repubblica, generale Wojciech Jaruzelski, per le stragi di operai del 1970 a Danzica e Gdynia.
- 20 maggio
  - Festival del cinema di Cannes: La stanza del figlio di Nanni Moretti vince la Palma d'oro per il miglior film. È il primo film italiano a vincere dopo 23 anni (l'ultimo fu Ermanno Olmi nel 1978 con L'albero degli zoccoli).
  - Ricercatori italiani scoprono l'interruttore che dà il via alla crescita delle cellule staminali del cervello ed al loro processo di differenziazione.
- 31 maggio – la moneta unica europea scende sotto gli 85 centesimi di dollaro.

### Giugno
- 1º giugno
  - Israele: a Tel Aviv, un terrorista suicida delle Brigate al-Quds si fa esplodere davanti alla discoteca Dolphin-Disco. Muoiono l'attentatore e 20 persone nel più grave attentato compiuto durante l'anno.
  - Nepal: il principe ereditario Dipendra, 30 anni, spara contro i membri della famiglia reale, uccidendo il re Birendra, la regina Aishwarya, e altri sette membri della famiglia reale. Dopo il massacro il principe si uccide. Il 4 viene nominato nuovo re Gyanendra, fratello di Birendra.
  - L'egiziano ʿAmr Mūsā diviene il 6º Segretario generale della Lega araba.
- 3 giugno – Perù: Alejandro Toledo, del partito "Perù possibile" è eletto presidente.
- 7 giugno
  - Stati Uniti: una sentenza di un tribunale a Los Angeles stabilisce che la Philip Morris dovrà pagare oltre 3 miliardi di dollari ad un uomo malato di cancro, che l'aveva denunciata per non averlo avvertito dei pericoli del tabacco.
  - Regno Unito: il Partito laburista del premier Tony Blair vince le elezioni politiche.
- 8 giugno – Iran: Mohammad Khatami è rieletto presidente.
- 11 giugno – Stati Uniti: eseguita la condanna a morte di Timothy McVeigh, responsabile dell'attentato a Oklahoma City che nel 1995 provocò la morte di 168 persone.
- 14 giugno - Si costituisce l'Organizzazione per la Cooperazione di Shanghai, un organismo intergovernativo formato da sei Paesi: Cina, Russia, Kazakistan, Kirghizistan, Tagikistan e Uzbekistan.
- 17 giugno – Bulgaria: il partito politico Movimento Nazionale Simeone Secondo vince le elezioni politiche. Il 13 luglio il suo leader l'ex re Simeone viene nominato primo ministro.
- 19 giugno – Iraq: un missile statunitense cade su un campo di calcio nell'Iraq settentrionale (provincia di Tel Afr) uccidendo 23 persone e ferendone altre 11.
- 24 giugno – Albania: il Partito socialista del premier Ilir Meta vince le elezioni politiche.
- 28 giugno
  - Jugoslavia: l'ex presidente serbo Slobodan Milošević viene estradato all'Aia su richiesta del Tribunale penale internazionale.
  - Stati Uniti: la Corte d'Appello federale del Connecticut accoglie il ricorso della Microsoft contro lo smembramento dell'azienda deciso dal giudice Thomas Pennfield Jackson in primo grado e rinvia la causa a una Corte di grado inferiore. Il giudice Jackson non si potrà più occupare del caso.
- 29 giugno – Kofi Annan viene rieletto per acclamazione Segretario generale dell'ONU per un secondo mandato, dal 1º gennaio 2002 al dicembre 2006.

### Luglio
- 5 luglio – Macedonia - Tregua tra governo e guerriglieri albanesi dell'UCK.
- 9 luglio – Cile: la Corte d'appello di Santiago del Cile stabilisce che Augusto Pinochet non è processabile temporaneamente per "moderata demenza".
- 10 luglio – ricercatori australiani fecondano ovuli con cellule provenienti da una parte del corpo qualsiasi. Speranze per gli uomini con infertilità grave.
- 11 luglio – nasce l'Unione africana in sostituzione dell'Organizzazione dell'Unità Africana (OUA). Eletto come segretario generale Amara Essy.
- 12 luglio
  - Argentina: il mercato azionario argentino chiude con un ribasso dell'8,16%, mentre il rischio-Paese raggiunge quota 1.519, 221 punti in più, il secondo più alto nel mondo dopo quello della Nigeria.
  - Yohannes Haile-Selassie e Giday Wolde Gabriel dell'Università della California - Berkeley annunciano, dalle pagine della rivista Nature, di aver trovato dei resti fossili di Ardipithecus kadabba risalenti a quasi sei milioni di anni, fra i più antichi mai ritrovati.
- 13 luglio – Pechino ottiene l'assegnazione dei Giochi Olimpici e Paraolimpici estivi del 2008.
- 14 luglio – Spagna: a Leiza (Navarra), l'esplosione di una bomba uccide un consigliere comunale. A Leaburu (Paesi Baschi), viene ucciso un responsabile della polizia basca. Durante l'anno in diversi attentati l'ETA uccide 13 persone.
- 16 luglio – Russia: a Mosca il presidente russo Vladimir Putin e il presidente cinese Jiang Zemin firmano un trattato di buon vicinato, amicizia e cooperazione.
- 19 luglio – in Ciad viene scoperto un teschio fossile di una specie ancora sconosciuta, chiamata Sahelanthropus tchadensis, o più familiarmente "Toumaï". La presentazione ufficiale avverrà tramite la rivista Nature l'11 luglio 2002.
- 20 luglio – si apre a Genova il G8. Decise iniziative per la riduzione del debito dei paesi più poveri e nella lotta contro l'AIDS. Negli scontri del 20 luglio un manifestante di 23 anni Carlo Giuliani viene ucciso dal carabiniere Mario Placanica.
- 23 luglio
  - A Bonn si conclude la Conferenza sul clima con un accordo di compromesso che salva il Protocollo di Kyōto. Gli USA ribadiscono il loro no alla ratifica.
  - Indonesia: l'Assemblea nazionale destituisce il presidente Abdurrahman Wahid, accusato di incompetenza e corruzione, e nomina al suo posto la vicepresidente Megawati Sukarnoputri.
- 25 luglio – India: viene uccisa a Nuova Delhi Phoolan Devi, l'ex-"regina dei banditi'" diventata deputata al Parlamento indiano.

### Agosto
- 2 agosto – il Tribunale penale internazionale dell'Aja condanna a 46 anni di carcere per genocidio il generale serbo-bosniaco Radislav Krstic responsabile del massacro di Srebrenica in Bosnia ed Erzegovina.
- 8 agosto – è ritirato dal mercato il Lipobay, farmaco per ridurre il colesterolo, dopo la segnalazione di 52 morti nel mondo.
- 9 agosto – Gerusalemme: un attacco kamikaze in un ristorante causa 16 vittime e quasi 100 feriti.
- 13 agosto – Macedonia: i partiti macedoni slavi e albanesi firmano a Skopje un accordo politico per porre fine a sei mesi di guerra civile. L'UCK firma con la Nato un accordo per il disarmo delle sue milizie. Il 22 comincia la missione Nato "Raccolto essenziale".
- 14 agosto – in Messico entra in vigore la legge COCOPA, che dovrebbe garantire maggiori diritti agli indios del Chiapas (vedi Esercito Zapatista di Liberazione Nazionale).
- 25 agosto – Germania: a Düsseldorf un'équipe di medici ripara il cuore danneggiato da un infarto di un uomo di 46 anni con le cellule staminali del midollo osseo dello stesso paziente.
- 25 agosto – Norvegia: Il principe ereditario Haakon di Norvegia sposa Mette-Merit, madre di un bambino.
- 27 agosto
  - Israele: un razzo sparato da un elicottero israeliano uccide Abu Ali Mustafa, leader storico del Fronte Popolare per la Liberazione della Palestina mentre si trova nel suo ufficio di El Bireh a Ramallah.
  - Australia: il governo del premier John Howard rifiuta l'ingresso nelle acque territoriali alla nave norvegese "Tampa" con a bordo 434 profughi asiatici. L'odissea si concluderà dopo un mese, quando alcuni stati accetteranno di accogliere i boat people.
- 30 agosto
  - I separatisti dell'isola di Bougainville e il governo di Papua Nuova Guinea firmano ad Arawa un accordo di pace che mette fine a dieci anni di lotta armata e stabilisce un processo che porterà successivamente - tra il 20 maggio e il 2 giugno 2005 – allo svolgimento di una consultazione elettorale che sancirà l'elezione del primo governo autonomo dell'isola. Lo stesso accordo prevede anche lo svolgimento di un referendum per l'indipendenza da tenersi 10-15 anni dopo l'elezione del governo autonomo.[1]
  - Il presidente della Banca centrale europea, Wim Duisenberg, presenta ufficialmente i sette tagli di banconote in euro che entreranno in circolazione dal 1º gennaio 2002.

### Settembre
- 3 settembre – Sudafrica: a Durban le delegazioni USA e di Israele abbandonano la conferenza mondiale contro il razzismo dell'ONU, per protesta contro l'emergere di posizioni condivise sull'equivalenza tra sionismo e razzismo. La conferenza si chiude l'8 settembre con un accordo su un documento sulla schiavitù e sul Medio Oriente.
- 7 settembre
  - Nigeria: nella città di Jos oltre 500 persone restano uccise in cinque giorni di scontri tra cristiani e musulmani.
  - Il Fondo Monetario Internazionale concede aiuti speciali per l'Argentina, pari a 8 miliardi di dollari.
- 9 settembre
  - Afghanistan: in un attentato compiuto da due terroristi suicidi algerini, rimane ucciso Aḥmad Shāh Masʿūd, leader dell'Alleanza del Nord afgana e capo della resistenza, detto "Il leone del Panshir".
  - Bielorussia: viene rieletto il presidente Aljaksandr Lukašėnka.
- 11 settembre – Stati Uniti: 4 gruppi di terroristi islamici dirottano 4 aerei di linea e si dirigono verso 4 obiettivi, colpendone tre: il Pentagono a Washington ed entrambe le Torri Gemelle di New York; mentre il quarto aeroplano, inizialmente diretto a Washington, alla fine cade in Pennsylvania. Entrambe le due torri crollano in meno di due ore per gli incendi devastanti. Complessivamente in questi quattro attacchi muoiono circa 3.000 persone e più di 6000 rimangono ferite. La data dell'11 settembre 2001 verrà ricordata in seguito come quella del più grande attentato terroristico di tutti i tempi.
- 12 settembre – sull'onda degli attacchi terroristici, Tokyo cede il 6,63%, scivolando per la prima volta dall'aprile 1984 sotto la soglia dei 10.000 punti; la Borsa di Hong Kong cede il 9,52%, mentre la piazza di Seul indietreggia del 12,02%.
- 14 settembre – Stati Uniti: il presidente George W. Bush proclama lo stato d'emergenza e richiama 50.000 riservisti. Per Bush i primi sospettati degli attentati sono Osama bin Laden e il gruppo terroristico da lui creato, Al Qaeda. Il 17 Bush afferma che gli americani vogliono bin Laden vivo o morto.
- 15 settembre – Francia: un tribunale permette a una donna di adottare bimbe avute dalla compagna per fecondazione artificiale.
- 17 settembre – Stati Uniti: dopo quattro giorni di chiusura per lutto riapre la Borsa di Wall Street. L'intervento straordinario della Federal Reserve che taglia i tassi di interesse per l'ottava volta dall'inizio dell'anno e i consistenti programmi di riacquisto di azioni proprie (buy-back) messi in atto dalle grandi aziende americane evitano il crollo totale. Il Dow Jones chiude a meno 7,04% e il Nasdaq a meno 6,82%.
- 21 settembre – Francia: a Tolosa esplode una fabbrica AZF causando 30 morti e 2.500 feriti, oltre a considerevoli danni materiali.
- 23 settembre
  - Francia: la polizia arresta a Dax in Aquitania Oyarzabal Txarpetegui, detto Balza uno dei presunti capi dell'ETA.
  - Polonia: i post comunisti dell'Alleanza della Sinistra Democratica (SLD) e l'Unione del Lavoro (UP) vincono le elezioni politiche, ma non ottengono la maggioranza assoluta. Il 19 ottobre Leszek Miller (Spd) è nominato nuovo premier.
- 24 settembre – Macedonia: il Parlamento approva una riforma della Costituzione. Il 26 comincia la nuova operazione NATO "Volpe d'ambra" per consolidare gli accordi di pace. L'UCK si scioglie.
- 27 settembre – Svizzera: a Zugo, un uomo armato spara nell'aula del Gran Consiglio poi si uccide. Nella strage restano uccise 14 persone, tra cui tre membri del governo.

### Ottobre
- 1º ottobre
  - Bangladesh: le elezioni politiche sono vinte dall'alleanza fra il Partito Nazionalista del Bangladesh, guidato dall'ex premier Khaleda Zia, e due formazioni di ispirazione islamica, Jamaat-e islami e Islami Oikyo Jote.
  - India: a Srinagar un attentato suicida contro la sede del Parlamento del Kashmir, rivendicato dal gruppo islamico Jaish-e Mohammad, causa la morte di 38 persone.
- 2 ottobre – Svizzera: la compagnia di bandiera Swissair, a corto di fondi per pagare il carburante degli aerei, sospende i voli a tempo indeterminato. È l'inizio del percorso che porterà la compagnia a dichiarare fallimento.
- 4 ottobre
  - Stati Uniti: confermato un caso di morte per carbonchio. Negli USA saranno cinque i casi mortali, 18 i contagiati da lettere all'antrace.
  - Russia: un aereo Tupolev russo, sulla rotta Tel Aviv-Novosibirsk, precipita nel Mar Nero, abbattuto per errore da un missile ucraino durante un'esercitazione. I morti sono 78.
- 7 ottobre – Afghanistan: gli Stati Uniti cominciano l'attacco. L'operazione militare, affiancata dalla Gran Bretagna, viene denominata "Libertà duratura" (Operazione Enduring Freedom). Missile da crociera su Kabul, Kandahar e Jalalabad.
- 8 ottobre
  - Italia: Disastro aereo di Linate: all'Aeroporto di Milano-Linate un Cessna sbaglia raccordo durante il rullaggio a causa della nebbia ed entra in pista mentre un aereo di linea è in fase di decollo: 118 morti e un ferito grave.
  - Russia: viene recuperato il sottomarino nucleare Kursk affondato il 12 agosto 2000 nel Mare di Barents.
- 14 ottobre – motociclismo: Valentino Rossi (Honda) vince il Gp d'Australia, classe 500, davanti a Max Biaggi (Yamaha) e a Loris Capirossi (Honda), e si aggiudica il Mondiale.
- 15 ottobre – si apre a Parigi la 31ª sessione della Conferenza generale dell'UNESCO che durerà fino al 3 novembre.
- 17 ottobre – Israele: a Gerusalemme viene ucciso il ministro del turismo Rehavam Zeevi. L'attentato è rivendicato dal Fronte Popolare per la Liberazione della Palestina. Il 18 ottobre per rappresaglia l'esercito israeliano entra nella "Zona A" in Cisgiordania.
- 18 ottobre – Filippine: a Kuala Lumpur il governo filippino firma un accordo di pace con i ribelli del Fronte di Liberazione Islamico Moro.
- 23 ottobre
  - Stati Uniti: gli incassi dei concerti offerti nei fine settimana in diverse città per le vittime degli attacchi dell'11 settembre raggiungono la cifra provvisoria di 17 milioni di dollari, ai quali vanno aggiunte le donazioni online su Internet e quelle degli sponsor.
  - Stati Uniti: viene lanciata la prima versione dell'Apple iPod.
- 24 ottobre – Svizzera: un incendio nella galleria stradale del San Gottardo, causato dallo scontro frontale di due autoarticolati, provoca 11 vittime.
- 26 ottobre – Afghanistan: i Talebani catturano e uccidono Abdul Haq, già comandante della lotta antisovietica, tornato in patria per unirsi all'opposizione.
- 31 ottobre – la sonda della NASA "Mars Odissey" scatta la prima istantanea a raggi infrarossi della superficie marziana.

### Novembre
- 4 novembre – Nicaragua: nelle elezioni presidenziali e politiche viene eletto presidente Enrique Bolaños; i liberali ottengono 49 seggi, i sandinisti 41 ed un solo seggio i conservatori.
- 6 novembre – Regno Unito: con il 70,7% dei voti David Trimble è rieletto primo ministro dell'Irlanda del Nord (Ulster).
- 9 novembre – Afghanistan: le forze dell'Alleanza del Nord conquistano la città di Mazar-i Sharif.
- 10 novembre – Algeria: le piogge torrenziali cadute nel paese per circa 12 ore causano 579 morti, tra cui 538 nella capitale Algeri, e 300 feriti.
- 11 novembre – Afghanistan: i Talebani uccidono due giornalisti, Johanne Sutton e Pierre Billaud, inviati delle emittenti francesi Rfi e Rtl, e Volker Handloik del settimanale Stern, saliti su un carro armato dell'Alleanza con un gruppo di reporter stranieri.
- 12 novembre – Stati Uniti: Volo American Airlines 587: un Airbus A300 dell'American Airlines in volo per Santo Domingo, con a bordo 251 persone e nove membri dell'equipaggio, precipita due minuti dopo il decollo dall'aeroporto Kennedy di New York sulle villette vicine alla spiaggia di Rockaways, nel Queens.
- 20 novembre
  - Argentina: la Camera federale di Buenos Aires concede la libertà all'ex presidente Carlos Menem, da oltre cinque mesi agli arresti domiciliari, accusato di vendita illegale di armi alla Croazia e Ecuador durante il suo mandato presidenziale (1989-1999).
  - Danimarca: il centrodestra vince le elezioni per il Parlamento monocamerale (179 seggi). Il 27 novembre il primo ministro, il liberale Anders Fogh Rasmussen, forma il nuovo governo composto da liberali e conservatori.
- 22 novembre – Jugoslavia: è formalizzata all'ex presidente Slobodan Milošević la nuova incriminazione di genocidio crimini di guerra e crimini contro l'umanità per il suo ruolo nella guerra in Bosnia ed Erzegovina dal 1992 al 1995 e per la strategia di pulizia etnica attuata in Bosnia dalle forze serbe.
- 25 novembre – Afghanistan: rivolta nel carcere-fortezza di Qala-i Jangi dove sono rinchiusi circa 500 mercenari arabi legati a Osama Bin Laden. Dopo tre giorni di cruenti combattimenti e massicci bombardamenti USA, la rivolta viene sedata dagli uomini dell'Alleanza del nord con l'uccisione di tutti i rivoltosi.
- 27 novembre – comincia a Petersberg, alle porte di Bonn, la conferenza sul futuro dell'Afghanistan, diretta dal rappresentante speciale dell'ONU per l'Afghanistan, Lakhdar Brahimi. Vi partecipano quattro delegazioni afghane; l'Alleanza del Nord; il cosiddetto "processo di Roma", che fa capo ai rappresentanti dell'ex re Zahir Shah; il "processo di Cipro" e il "processo di Peshawar" (profughi Pashtun in Pakistan).

### Dicembre
- 4 dicembre – i delegati afghani alla conferenza di Bonn raggiungono un accordo sul governo di transizione. Il giorno seguente si accordano anche sulla composizione del governo, che sarà guidato dal pashtun Hamid Karzai e si insedierà il 22 dicembre a Kabul.
- 9 dicembre
  - Stati Uniti: l'edizione online del Washington Post rivela l'esistenza di un video di 40 minuti in cui Osama bin Laden parla dell'attentato contro il World Trade Center (11 settembre) affermando che i danni sono stati superiori alle sue attese.
  - Scott S. Sheppard, David C. Jewitt e Jan Kleyna scoprono nuovi satelliti di Giove: Aitne e Cale. Il giorno successivo annunciano la scoperta di un altro satellite di Giove, Autonoe.
- 13 dicembre – Nuova Delhi (India): un gruppo armato tenta un assalto al parlamento. Nello scontro a fuoco con i servizi di sicurezza muoiono i sei attentatori e sei poliziotti.
- 14 dicembre – eclissi solare anulare
- 15 dicembre
  - Nei 12 paesi europei facenti parte dell'Unione Economica e Monetaria (UEM) vengono distribuiti gli euro starter kit (sacchetti con monete di Euro), in previsione della messa in circolazione ufficiale che avverrà il 1º gennaio 2002.
  - Sottoscrizione da parte dell'Unione europea della Dichiarazione di Laeken.
- 19 dicembre – in Argentina, a seguito della grave situazione economica del paese, decine di migliaia di persone saccheggiano negozi e supermercati nella capitale Buenos Aires. Il presidente De la Rúa decreta lo stato di emergenza in tutto il paese. Il ministro dell'economia Argentina Domingo Cavallo rinuncia al mandato.
- 20 dicembre – A Buenos Aires, dopo le gravi proteste durate tutto il giorno e represse dalla polizia causando la morte di 39 manifestanti, il presidente Fernando de la Rúa si dimette.
- 27 dicembre – la Repubblica Popolare Cinese ottiene lo status di normale e permanente partner commerciale degli USA.
- 31 dicembre – in alcuni Stati dell'Unione europea vengono abolite le valute locali per lasciare spazio alla circolazione ufficiale e legale dell'euro.

## Sport
- 28 gennaio – Mar del Plata: la Nuova Zelanda vince la Coppa del Mondo di rugby a 7 sconfiggendo in finale l'Australia 31-12. Grande protagonista di questa edizione è Jonah Lomu, autore tra l'altro di tre mete segnate durante la finale.
- 3 marzo – Las Vegas: John Ruiz sconfigge ai punti Evander Holyfield, diventando il primo ispanico a vincere il titolo mondiale dei pesi massimi.
- 10 maggio – la Virtus Pallacanestro Bologna vince la sua seconda Eurolega battendo il Tau Vitoria 82-74 (3-2 nella serie).
- 16 maggio – Dortmund: il Liverpool batte il Deportivo Alavés nei tempi supplementari (5-4) e vince la sua terza Coppa UEFA.
- 23 maggio – Milano: il Bayern Monaco conquista la Champions League vincendo ai rigori contro il Valencia.
- 10 giugno – Gilberto Simoni vince il Giro d'Italia.
- 17 giugno - la Roma vince il suo terzo scudetto.
- 19 agosto – Budapest: sul circuito dell'Hungaroring, Michael Schumacher si aggiudica il suo quarto titolo mondiale a bordo della Ferrari F2001.
- 24 agosto – Principato di Monaco: il Liverpool vince la Supercoppa UEFA sconfiggendo 3-2 il Bayern Monaco.
- 14 ottobre – Phillip Island, Australia: Valentino Rossi, in sella alla Honda NSR 500 del team Nastro-Azzurro, si aggiudica il mondiale della categoria massima del motociclismo, per il tavulliano si tratta del primo alloro nella classe regina. Inoltre il 2001 rappresenta l'ultimo anno di presenza nel motomondiale per le 500cc, che verranno sostituite l'anno successivo dalle MotoGP.
- 27 novembre – Tokyo: il Bayern Monaco è campione mondiale, aggiudicandosi la Coppa Intercontinentale contro il Boca Juniors.
- 15 dicembre – Connecticut: termina in parità il terzo incontro tra Ruiz e Holyfield, valido per il titolo mondiale dei massimi.
- 18 dicembre – Zurigo: l'inglese Michael Owen è insignito del Pallone d'oro.

## Scienza e tecnologia
- Viene distribuito il sistema operativo Windows XP e il 31 dicembre viene dismesso il supporto per tutte le prime versioni di Windows fino a Windows 95.

## Nati
Ci sono circa 3 140 voci su persone nate nel 2001; vedi la pagina Nati nel 2001 per un elenco descrittivo o la categoria Nati nel 2001 per un indice alfabetico.

## Morti
Ci sono circa 1 600 voci su persone morte nel 2001; vedi la pagina Morti nel 2001 per un elenco descrittivo o la categoria Morti nel 2001 per un indice alfabetico.

## Calendario
| Calendario 2001 | Calendario 2001 | Calendario 2001 | Calendario 2001 | Calendario 2001 | Calendario 2001 | Calendario 2001 | Calendario 2001 | Calendario 2001 | Calendario 2001 | Calendario 2001 | Calendario 2001 | Calendario 2001 | Calendario 2001 | Calendario 2001 | Calendario 2001 | Calendario 2001 | Calendario 2001 | Calendario 2001 | Calendario 2001 | Calendario 2001 | Calendario 2001 | Calendario 2001 | Calendario 2001 | Calendario 2001 | Calendario 2001 | Calendario 2001 | Calendario 2001 | Calendario 2001 | Calendario 2001 | Calendario 2001 | Calendario 2001 | Calendario 2001 |
| --------------- | --------------- | --------------- | --------------- | --------------- | --------------- | --------------- | --------------- | --------------- | --------------- | --------------- | --------------- | --------------- | --------------- | --------------- | --------------- | --------------- | --------------- | --------------- | --------------- | --------------- | --------------- | --------------- | --------------- | --------------- | --------------- | --------------- | --------------- | --------------- | --------------- | --------------- | --------------- | --------------- |
|                 | 1               | 2               | 3               | 4               | 5               | 6               | 7               | 8               | 9               | 10              | 11              | 12              | 13              | 14              | 15              | 16              | 17              | 18              | 19              | 20              | 21              | 22              | 23              | 24              | 25              | 26              | 27              | 28              | 29              | 30              | 31              |                 |
| Gennaio         | Lu              | Ma              | Me              | Gi              | Ve              | Sa              | Do              | Lu              | Ma              | Me              | Gi              | Ve              | Sa              | Do              | Lu              | Ma              | Me              | Gi              | Ve              | Sa              | Do              | Lu              | Ma              | Me              | Gi              | Ve              | Sa              | Do              | Lu              | Ma              | Me              |                 |
| Febbraio        | Gi              | Ve              | Sa              | Do              | Lu              | Ma              | Me              | Gi              | Ve              | Sa              | Do              | Lu              | Ma              | Me              | Gi              | Ve              | Sa              | Do              | Lu              | Ma              | Me              | Gi              | Ve              | Sa              | Do              | Lu              | Ma              | Me              |                 |                 |                 |                 |
| Marzo           | Gi              | Ve              | Sa              | Do              | Lu              | Ma              | Me              | Gi              | Ve              | Sa              | Do              | Lu              | Ma              | Me              | Gi              | Ve              | Sa              | Do              | Lu              | Ma              | Me              | Gi              | Ve              | Sa              | Do              | Lu              | Ma              | Me              | Gi              | Ve              | Sa              |                 |
| Aprile          | Do              | Lu              | Ma              | Me              | Gi              | Ve              | Sa              | Do              | Lu              | Ma              | Me              | Gi              | Ve              | Sa              | Do              | Lu              | Ma              | Me              | Gi              | Ve              | Sa              | Do              | Lu              | Ma              | Me              | Gi              | Ve              | Sa              | Do              | Lu              |                 |                 |
| Maggio          | Ma              | Me              | Gi              | Ve              | Sa              | Do              | Lu              | Ma              | Me              | Gi              | Ve              | Sa              | Do              | Lu              | Ma              | Me              | Gi              | Ve              | Sa              | Do              | Lu              | Ma              | Me              | Gi              | Ve              | Sa              | Do              | Lu              | Ma              | Me              | Gi              |                 |
| Giugno          | Ve              | Sa              | Do              | Lu              | Ma              | Me              | Gi              | Ve              | Sa              | Do              | Lu              | Ma              | Me              | Gi              | Ve              | Sa              | Do              | Lu              | Ma              | Me              | Gi              | Ve              | Sa              | Do              | Lu              | Ma              | Me              | Gi              | Ve              | Sa              |                 |                 |
| Luglio          | Do              | Lu              | Ma              | Me              | Gi              | Ve              | Sa              | Do              | Lu              | Ma              | Me              | Gi              | Ve              | Sa              | Do              | Lu              | Ma              | Me              | Gi              | Ve              | Sa              | Do              | Lu              | Ma              | Me              | Gi              | Ve              | Sa              | Do              | Lu              | Ma              |                 |
| Agosto          | Me              | Gi              | Ve              | Sa              | Do              | Lu              | Ma              | Me              | Gi              | Ve              | Sa              | Do              | Lu              | Ma              | Me              | Gi              | Ve              | Sa              | Do              | Lu              | Ma              | Me              | Gi              | Ve              | Sa              | Do              | Lu              | Ma              | Me              | Gi              | Ve              |                 |
| Settembre       | Sa              | Do              | Lu              | Ma              | Me              | Gi              | Ve              | Sa              | Do              | Lu              | Ma              | Me              | Gi              | Ve              | Sa              | Do              | Lu              | Ma              | Me              | Gi              | Ve              | Sa              | Do              | Lu              | Ma              | Me              | Gi              | Ve              | Sa              | Do              |                 |                 |
| Ottobre         | Lu              | Ma              | Me              | Gi              | Ve              | Sa              | Do              | Lu              | Ma              | Me              | Gi              | Ve              | Sa              | Do              | Lu              | Ma              | Me              | Gi              | Ve              | Sa              | Do              | Lu              | Ma              | Me              | Gi              | Ve              | Sa              | Do              | Lu              | Ma              | Me              |                 |
| Novembre        | Gi              | Ve              | Sa              | Do              | Lu              | Ma              | Me              | Gi              | Ve              | Sa              | Do              | Lu              | Ma              | Me              | Gi              | Ve              | Sa              | Do              | Lu              | Ma              | Me              | Gi              | Ve              | Sa              | Do              | Lu              | Ma              | Me              | Gi              | Ve              |                 |                 |
| Dicembre        | Sa              | Do              | Lu              | Ma              | Me              | Gi              | Ve              | Sa              | Do              | Lu              | Ma              | Me              | Gi              | Ve              | Sa              | Do              | Lu              | Ma              | Me              | Gi              | Ve              | Sa              | Do              | Lu              | Ma              | Me              | Gi              | Ve              | Sa              | Do              | Lu              |                 |

## Premi Nobel
In quest'anno sono stati conferiti i seguenti Premi Nobel:
- per la Pace: Kofi Annan, Organizzazione delle Nazioni Unite
- per la Letteratura: V. S. Naipaul
- per la Medicina: Leland H. Hartwell, R. Timothy Hunt, Paul M. Nurse
- per la Fisica: Eric Allin Cornell, Wolfgang Ketterle, Carl E. Wieman
- per la Chimica: William S. Knowles, Ryōji Noyori, K. Barry Sharpless
- per l'Economia: George A. Akerlof, A. Michael Spence, Joseph E. Stiglitz